# Фаддан
Фаддан (феддан) (араб. فدّان‎, faddān) — египетская мера измерения площади, использовалась также в Сирии и Судане. Различают:
- Фаддан до начала XIX века = 400 квадратных касаб = 6368 м².
- Фаддан с начала XIX века до 1830 года = {\displaystyle 333{\frac {1}{3}}} квадратной касабы = {\displaystyle 5306{\frac {2}{3}}}м².
- Фаддан после 1830 года = {\displaystyle 333{\frac {1}{3}}} квадратной касабы после 1830 года = 24 кирата = 72 хаббы = 144 даника = 576 сахмов = 4201 м².

## Этимология
По-арабски слово фаддан буквально означает «пара волов», что означает, что это площадь земли, которую они могли вспахать за определенный период времени. С этой точки зрения термин полностью аналогичен римскому югерy.